# Euphonia jamaica

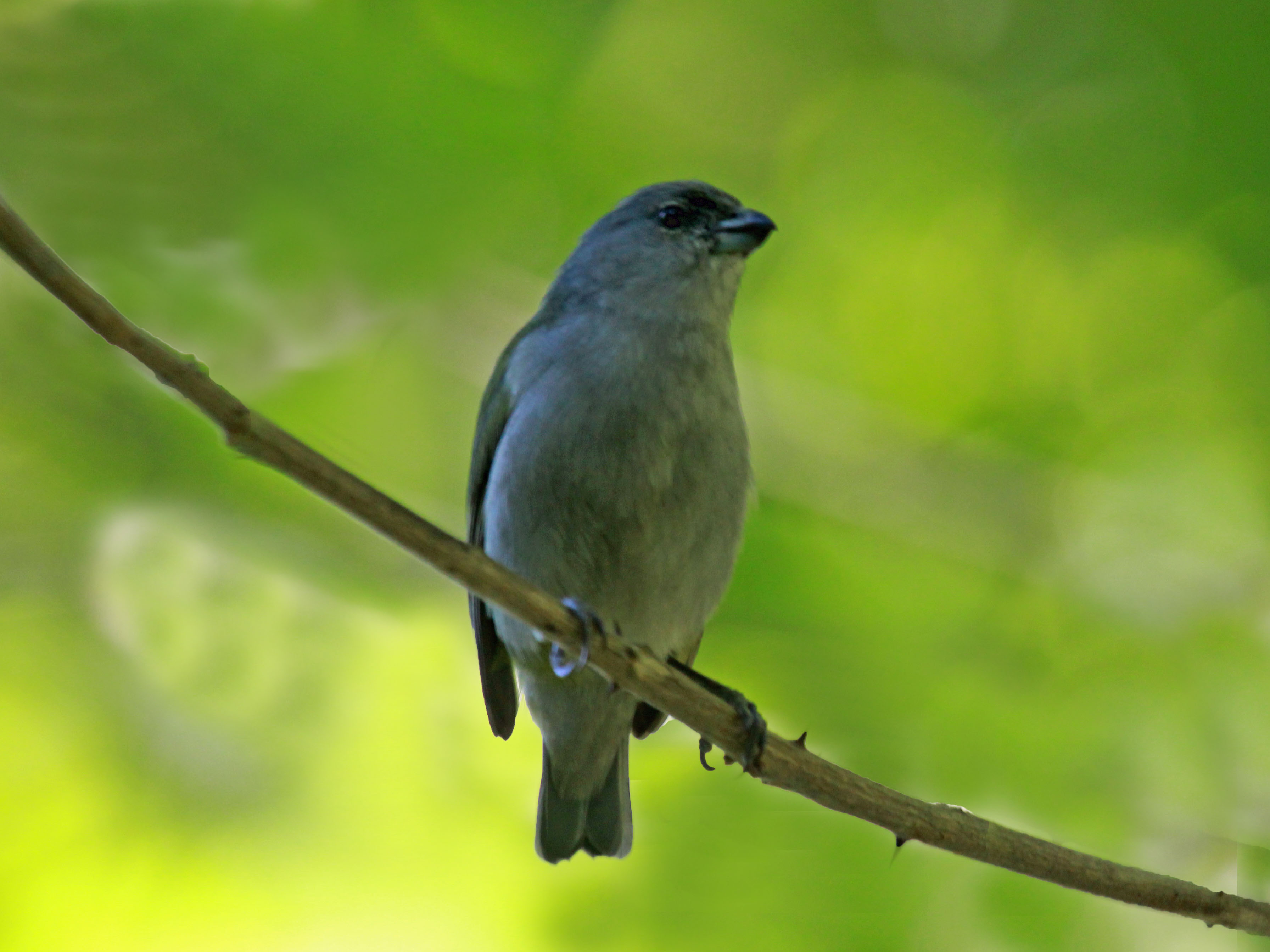

La eufonia jamaicana (Euphonia jamaica) es una especie de ave paseriforme de la familia Fringillidae endémica de las islas Caimán y Jamaica.

## Distribución y hábitat
Su hábitat natural son las selvas tropicales húmedas de las islas Caimán y Jamaica, aunque también se encuentra en arboledas degradadas.